# Blue Valentine (album)
Blue Valentine je studiové album Toma Waitse, poprvé vydané v roce 1978 u Asylum Records. V Austrálii se toto album v roce 1978 dostalo na příčku 42.

## Seznam skladeb
Všechny skladby napsal Tom Waits, pokud není uvedeno jinak.

### Strana 1
1. "Somewhere" (From West Side Story) (3:53) (Hudba: Leonard Bernstein, Texty: Stephen Sondheim)
2. "Red Shoes by the Drugstore" (3:14)
3. "Christmas Card from a Hooker in Minneapolis" (4:33)
4. "Romeo Is Bleeding" (4:52)
5. "$29.00" (8:15)

### Strana 2
1. "Wrong Side of the Road" (5:14)
2. "Whistlin' Past the Graveyard" (3:17)
3. "Kentucky Avenue" (4:49)
4. "A Sweet Little Bullet from a Pretty Blue Gun" (5:36)
5. "Blue Valentines" (5:49)

## Sestava
- Zpěv: Tom Waits
- Elektrická kytara: Tom Waits, Ray Crawford, Roland Bautista, Alvin "Shine" Robinson
- Basová kytara: Scott Edwards, Jim Hughart, Byron Miller
- Piáno: Da Willie Gonga (George Duke), Harold Battiste, Tom Waits
- Varhany: Charles Kynard
- Tenor saxofon: Herbert Hardesty, Frank Vicari
- Bicí: Rick Lawson, Earl Palmer, Chip White
- Konga: Bobbye Hall Porter "Romeo Is Bleeding"[1]
- Orchestr: Bob Alcivar